# Kirchaich
Kirchaich ist ein Gemeindeteil der Gemeinde Oberaurach im unterfränkischen Landkreis Haßberge in Bayern. Am 1. Mai 1978 wurde die bis dahin selbständige Gemeinde Kirchaich samt ihren Gemeindeteilen Kotzmühle und Nützelbach im Zuge der Gebietsreform in Bayern in die neu gebildete Gemeinde Oberaurach eingegliedert.

## Geographie
Das Kirchdorf liegt an der Einmündung der Staatsstraße 2274 in die Staatsstraße 2276 und an der Aurach, einem orografisch linken Nebenfluss der Regnitz, zwischen Trossenfurt im Nordwesten und Nützelbach im Südosten.

## Baudenkmäler
In der Liste der Baudenkmäler in Oberaurach sind für Kirchaich sieben Baudenkmale aufgeführt, darunter die um 1300 errichtete spätromanische katholische Filialkirche St. Ägidius, ein Saalbau mit eingezogenem Rechteckchor, Walmdach und Dachreiter. Um das Jahr 1717 wurde die Kirche verändert und verlängert. Sie hat außerdem einen modernen Anbau erhalten.

## In Kirchaich geboren
- Johann Georg Lang (* 2. November 1826 in Kirchaich; † 14. Februar 1887) war von 1864 bis 1868 Salinenkaplan in der Oberen Saline in Bad Kissingen.
- Die Dorfrocker, eine fränkische Band. Ihre Musik ist dem Bereich „Party-Rock“ zuzuordnen und enthält Stilelemente der volkstümlichen Musik, der Rockmusik, des Schlagers und der Country-Musik.